# Edmond Hoyle

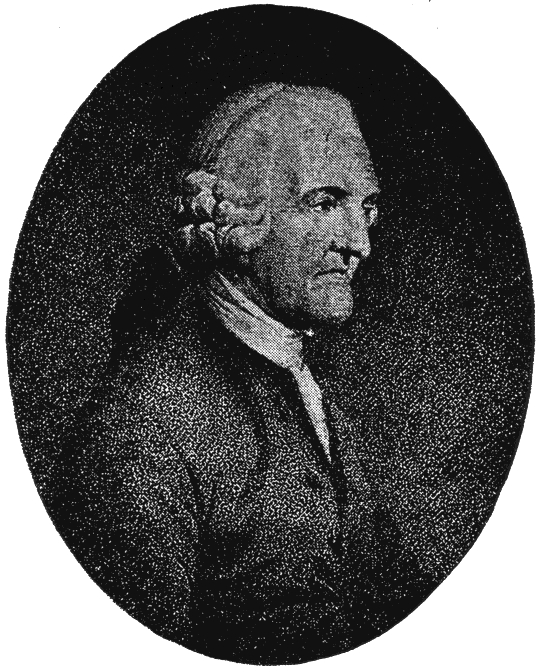
Edmond Hoyle

Edmond (eller Edmund) Hoyle, född 1672, död den 29 augusti 1769,  var en brittisk spelexpert. 
Om Edmond Hoyles liv är inte mycket känt; möjligen studerade han juridik. 1741 började Hoyle sin verksamhet som whistlärare och författade broschyren A Short Treatise on the Game of Whist, som han sålde till sina elever. Detta arbete blev mycket populärt och det kom oauktoriserade kopior i omlopp. För att undvika detta lät Hoyle upphovsrättsskydda sitt verk. 
Efter sina framgångar med denna första skrift publicerade Hoyle småskrifter om backgammon, schack, kadrilj (ett l'hombre-liknande spel för fyra personer), piquet och brag (en förelöpare till poker). 1746 utkom dessa broschyrer i ett enda band.